# Sint-Jan-de-Doperkerk (Broekburg)
De Sint-Jan-de-Doperkerk (Frans: Église Saint-Jean-Baptiste) is de parochiekerk van de stad en gemeente Broekburg in het Franse Noorderdepartement.

## Gebouw
De kerk werd gesticht op initiatief van de Sint-Bertinusabdij in Sint-Omaars. De oudste delen zijn van ongeveer 1250. De kerk heeft romaanse en vroeggotische onderdelen. De kerk is driebeukig en heeft een basilicale structuur. Ook heeft hij een transept met een vierkante gotische vieringtoren, bekroond met een  lantaarn.
In juni 1940 liep de kerk, tijdens het Duitse offensief, grote schade op. In 1962 werd het gerestaureerde romaanse schip en het transept weer ingewijd, maar het koor was nog een ruïne. Het was door een muur van de kerkruimte afgescheiden. In 2008 kwam ook het koor weer gereed. Dit vroeggotisch koor bleef afgescheiden van de kerkruimte als een afzonderlijke kapel, met daarin het kunstwerk van de Brit Anthony Caro, getiteld: le Choeur de lumière.

## Schrijn
Het Schrijn van Onze-Lieve-Vrouw voert terug op een mirakel uit 1383, tijdens de Honderdjarige Oorlog. Enkele Bretonse huurlingen zouden de deur van de kerk hebben geforceerd. Een van hen liep af op een Mariabeeld waarvan hij geloofde dat het van goud was. Het bleek echter van hout te zijn, waarop hij het met zijn degen te lijf ging. Maar volgens de legende ging het Mariabeeld toen bloeden, de klokken luiden en de soldaat viel dood neer. Het geheel is verbeeld in een schrijn, die een zeldzaam liggend Mariabeeld toont.